# Prononciation de la langue catalane
 (décembre 2022).
La prononciation de la langue catalane est la prononciation du catalan.
Au niveau du standard oral, l’Académie valencienne de la langue (AVL) a émis des recommandations restreintes au domaine valencien, basé sur un modèle appelé « valencien général » (qui recommande le maintien d’un ensemble de traits « authentiques », qui peuvent varier selon les parlers, et déconseille certaines formes, notamment les plus marquées par l’influence castillane, surtout en valencien central). En Catalogne, le standard oral utilisé dans les ouvrages normatifs est basé sur le parler central. Pour l’ensemble du domaine linguistique, l’Institut d'Estudis Catalans a fait plusieurs propositions selon des principes similaires à ceux de l’AVL, en 1999 et 2001.
Les prononciations sont indiquées en alphabet phonétique international.

## Généralités

### Partition syllabique
Les principes de partition syllabique du catalan sont analogues à ceux des autres langues romanes (chaque syllabe est généralement construite autour d’un noyau vocalique). Cette langue se démarque des autres variétés ibéro-romanes et gallo-romanes par une faible présence des diphtongues. Les principes suivants permettent de connaître la partition syllabique d'un mot à partir de son orthographe dans une majorité de cas (l’articulation des différentes diphtongues est détaillée plus bas) :
- Le tréma marque un hiatus ;
- i et u entre voyelles sont des semi-consonnes (ils marquent l'attaque d'une nouvelle syllabe) : mouen > mo.uen ;
- i et u + voyelle à l’initiale produit une diphtongue : jo > jo (une seule syllabe), iode > io.de ; ió > i.ó est une exception ;
- Dans les autres cas, on considère que i et u atones suivis d’une autre voyelle ne forment pas de diphtongue[4] : valencià, piadós > va.len.ci.à, pi.a.dós ;
- Sont préférées les syllabes avec une attaque consonantique : cant > cant (une seule syllabe) mais canta > can.ta ;
- Une syllabe ne peut commencer par s suivi de consonne : especial >es.pe.si.al.

note
- Les consonnes géminées (potentiellement l, n et m entre voyelles selon le standard oral) peuvent être transcrites comme des consonnes redoublées, entre syllabe, ou bien comme une consonne simple prolongées avec le symbole « ː » : ametla (prononciation valencienne) > a.met.la ([aˈmel.la]) ou a.me.tla ([aˈme.lːa])
- Les groupes consonantiques finaux produisant une palatalisation dans certains parlers sont parfois transcrits comme des syllabes distinctes. Par exemple : menys > [ˈmɛɲs] (standard), [ˈmɛnt͡ʃ]/[ˈmɛn.t͡ʃ] (réalisation fréquente en catalan central[5]).
- Le groupe savant l·l est prononcé redoublé ll dans la prononciation standard mais simplifié en l dans la prononciation courante de tous les parlers.

### Place de l’accent tonique
L’accent tonique a une valeur phonologique de premier ordre en catalan. Le vocalisme tonique est plus riche que le vocalisme atone, le traitement de ce dernier permettant d’opposer les grands groupes dialectaux de la langue.
Si un mot ne contient pas d'accent graphique, il est paroxyton (la syllabe tonique est l’avant-dernière) s’il est terminé par une voyelle simple, par s précédé de voyelle simple (marque de pluriel des noms et adjectifs), -en ou -in (marques de troisième personne du pluriel). Les autres mots (notamment ceux terminés par une diphongue) sont oxytons (l’accent tonique tombe sur la dernière syllabe).
Une voyelle surmontée d’un accent graphique devient automatiquement tonique. On peut distinguer trois types de mots graphiquement accentués en catalan :
- Les mots oxytons qui ne figurent pas dans les cas présentés ci-dessus; on peut trouver en catalan les douze terminaisons accentuées suivantes : -à, -è, -í, -ó, -ú, -ús, -ós, -ès / -és, -ís, -én, -ín.
- Les mots paroxytons qui ont une autre terminaison que celles données (terminés par des consonnes sauf voyelle + s, par -en, -an ou -in).
- Tous les mots proparoxytons : consciència > con.sci.èn.ci.a ; enèrgica > e.nèr.gi.ca ; fórmula > fór.mu.la ; bòria > bò.ri.a
- Une trentaine de termes (pour la plupart monosyllabes) afin de distinguer des homophones ou homographes (comme  ma et mà, mon et món, soc et sóc, deu et déu, es et és, dona et dóna etc. )[à vérifier].

En majorquin, minorquin (ca) et roussillonnais modernes, l’accent tonique se déplace vers le pronom dans les combinaisons du type verbe + pronom enclitique, sauf si le pronom est sous une forme réduite sans voyelle (le pronom est atone dans les autres dialectes dans ce cas) ; ce déplacement d'accent ne change pas le vocalisme du pronom (les voyelles atones neutralisées sont maintenues telles quelles).
Exemples

### Consonnes
- b est prononcé [b] à l’initiale, [β] à l’intervocalique, et [p] en finale ou devant consonne occlusive : ba], abat, àrab > [ˈbaɾ], [əˈβat]/[aˈβat], [ˈaɾəp]/[ˈaɾap].
- c devant e ou i est prononcé comme s dur (sourd) ; devant o, u, a ou devant consonne il est prononcé [k], comme en français.
- ç est prononcé [s]  (s « dur », comme en français).
- d est prononcé [d] à l’initiale, [ð] à l’intervocalique et [t] en finale ou devant consonne occlusive :  fred > [ˈfɾɛt]/[ˈfɾet]/[ˈfɾət].
- f, présent surtout à l’initiale, est prononcé [f], comme en français : fred, efa > [ˈfɾɛt]/[ˈfɾet]/[ˈfɾət], [ˈefə]/[ˈefa].
- g note le phonèmes /g/ devant o, a, u ou consonne non occlusive (prononcé [g] sauf en intervocalique ou devant r où il donne [ɣ]). Devant e et i, il donne [d͡ʒ] en valencien, [ʒ] en catalan oriental (affriqué en [d͡ʒ] dans certains cas en baléare), [ʒ] en catalan nord-occidental à l'intervocalique et [d͡ʒ] dans les autres cas. Devant consonne sourde il donne [k]. En finale, il donne [k], ou [t͡ʃ] dans syllabe tonique dont le noyau est [i] : mig, puig, sociòleg > [ˈmit͡ʃ], [ˈput͡ʃ], [suˈsjɔlək]/[soˈsjɔlek].
- h, présent pour des motifs étymologiques, est toujours muet en catalan. Il peut servir à marquer un hiatus.
- j est prononcé comme g devant e ou i dans toutes les positions : [d͡ʒ], valencien, [ʒ] en catalan central, roussillonnais et (sauf cas particuliers) en baléare, [d͡ʒ]  en catalan occidental sauf entre voyelles où on a [ʒ].
- k, rare en catalan, est prononcé [k] comme en français.
- l note [l], généralement vélarisé en [ɫ] en position implosive ou finale absolue.
- m et n n'entraînent pas de nasalisation de la voyelle (ou du moins celle-ci est légère et généralement non retranscrite) située devant et sont toujours prononcés, à la différence du français : món, rampa > [mon], ['rampa]. Devant vélaire ([g] ou [k]), n est articulé [ŋ] (comme en castillan). Devant un phone labiodental ([v] ou [f]), m et n donnent [ɱ].
- p note [p] (comme en français et dans les autres langues romanes).
- q est toujours utilisé en combinaison avec u ou ü (voir ci-dessous).
- r : battu [ɾ] entre deux voyelles et roulé [r] à l'initiale, comme en castillan, gascon et languedocien 'standard'. Comme dans ces derniers, devant ou derrière consonne, il n'existe pas d'opposition d'ordre phonologique entre ces deux phones (la prononciation battue [ɾ] ou roulée [r] est indifférente et ne permet pas de distinguer des termes) ; la prononciation roulée est néanmoins celle indiquée par la plupart des sources pour le catalan central, tandis que la forme battue domine en valencien. rr double, se trouvant uniquement entre voyelle, est toujours battu. Exemples : pera, crema, > ['pɛɾə]/[peɾa]/[pəɾə], ['kɾemə]/['kɾema] ;  ruïna, Perpinyà, torre > [ru'inə]/[ru'ina], [pəɾpi'ɲa]/[pərpi'ɲa]/[peɾpi'ɲa]/[perpi'ɲa], ['torə]/['tore]/['ture]. En position finale, il est le plus souvent amuï, sauf en valencien, qui l’a maintenu, et dans quelques termes isolés, notamment monosyllabes.  L'amuïssement de-r est également caractéristique de l'occitan (à l'exception de certains parlers cisalpins). En roussillonnais, sous l’influence du français, l’opposition entre [ɾ] et [r] tend à disparaître au profit de la seule articulation [ʁ].
- Sauf en intervocalique, s [s] est chuinté (apicoalvéolaire), plus sifflants qu'en français (dorsodental), comme en castillan ou en occitan standards. À l’intervocalique, il est prononcé [z] (comme [s] mais sonore).
- t note [t]. Il est normalement amuï derrière consonne en position finale en catalan central, nord-occidental et roussillonnais, et maintenu en valencien et baléare.
- v maintient sa prononciation labiodentale [v] (proche du français) en valencien général, baléare, alguérois et dans la comarque du Camp de Tarragone ; dans le reste du domaine linguistique, la majorité des locuteurs le prononce comme b ([b] ou [β] selon les positions). Ce phénomène, appelé bêtacisme, est commun au castillan, au galicien, au portugais septentrional (entre le Minho et le Douro) au languedocien et au gascon. Dans les terminaisons de l’imparfait, v chute totalement dans certains parlers valenciens.
- w est très rare, il n’existe que dans certains emprunts récents, notamment aux langues germaniques. Il est prononcé [w], ou comme v selon les cas.
- x : se prononce souvent [ʃ] (comme ch français), parfois [t͡ʃ] (surtout à l'initiale, notamment en catalan occidental, bien que non systématiquement hormis en valencien central) : caixa > ['kaʃə]/['kajʃa]/['kaʃa]. Il est prononcé [ks] ou [gz] (comme en français) dans certains cas : fixar, exemple > [fi'ksa]/[fi'ksaɾ], [eˈgzemple]/[əˈgzemplə].
- y est extrêmement rare et se prononce comme i ([i] ou [j]).
- z, rare en catalan, est prononcé [z], comme s intervocalique. On le trouve surtout en position initiale

remarque
les zones ayant maintenu la labiodentale sonore [v], particulièrement le valencien méridional, ignorent souvent [β], l'allophone fricatif (ou approximant) de /b/, et ne connaissent alors que [b] comme réalisation de /b/ en toute position ([v] et [β] sont extrêmement proche phonétiquement et leur coexistence est susceptible de provoquer un conflit paronymique, conflit qui s'est résolu par l'adoption du bêtacisme dans la plus grande partie du domaine catalan) ;
certains parlers ignorent même totalement les allophones fricatifs d'occlusives sourdres (absence de [ɣ] et [β], toujours réalisés [g] et [b] respectivement).

### Voyelles
Une caractéristique générale du catalan est l’instabilité du vocalisme atone, qui contraste avec la solidité et richesse du vocalisme tonique.
- a est prononcé [a] lorsqu’il est tonique. En position atone, il donne généralement [a] en dialecte occidental et [ə] en dialecte oriental. a atone final reste toutefois instable en dialecte occidental (voir ci-dessous).
- e est prononcé [e] ou [ɛ] lorsqu'il est tonique ([e] d'aperture médiane en roussillonnais) : cel, peix > [ˈsɛl], [ˈpeʃ]/[ˈpejʃ]. S'il porte l'accent aigu il est tonique et prononcé [e]. S'il porte l'accent grave il est tonique et prononcé [ɛ], sauf lorsqu’il est issu de  ĭ et ē latin, auquel cas il donne [e] en dialecte occidenta, [ə] (tonique) en baléare et [e] d'aperture moyenne en rousillonnais, voir le paragraphe #Systèmes d'accentuation. Dans les proparoxytons portant un e accentué, la syllabe tonique est [ɛ], notée par conséquent è, à quelques d'exceptions près (par exemple església, Dénia) ; pour le cas de València, voir ici. S'il est atone, e il se prononce [e] en dialecte occidental et [ə] en oriental.
- i est prononcé [i], ou [j] lorsqu’il est l’élément consonantique d’une diphtongue (voir ci-dessous). Dans les terminaisons de l’imparfait (-eia, -eies, etc.) il chute dans certains parlers occidentaux.
- ï note [i] (généralement dans un hiatus).
- o est prononcé [o] ou [ɔ] lorsqu'il est tonique ([o] d'aperture médiane en roussillonnais). S'il porte l'accent aigu, il est tonique et prononcé [o] et s'il porte l'accent grave, il est tonique et prononcé [ɔ]. Atone, il est prononcé [u] en dialecte oriental (comme u), sauf en majorquin où, comme en occidental, il est généralement prononcé [o]. [o] tonique devient [u] dan les termes patrimoniaux en roussillonnais (trait qui le rapproche de l’occitan) ; il peut se maintenir [o] (d'aperture médiane) dans les emprunts aux autres dialectes ou à d'autres langues. Sans accentuation graphique, o tonique est généralement ouvert ([ɔ]) devant i ou devant une syllabe dont le noyau est i (font exception les mots en -oix, où o est toujours fermé), ainsi que devant u ou devant une syllabe dont le noyau est u[9]. Si l’on excepte le roussillonnais, les variations régionales concernant le degré d’ouverture de o tonique sont rares.
- u prononcé [u] (comme ou en français), sauf lorsqu’il est l’élément consonantique d’une diphtongue, où il donne [w] (voir ci-dessous). Exemples : vingut, bufar > [biŋ'gut]/[viŋ'gut], [bu'fa]/[bu'faɾ].
- ü note [w]

#### Systèmes d'accentuation
Il existe dans l'orthographe catalane deux systèmes d'accentuation : le système général, basé sur la prononciation du catalan oriental central, et le système valencien, basé sur la prononciation du catalan occidental. Ce dernier, établi lors de la publication de normes de Castelló en 1932, est utilisé par certains auteurs valenciens mais reste néanmoins minoritaire au sein de ceux-ci, la plupart utilisant le système général. La différence entre les deux systèmes se limite à l'accentuation de e, le système valencien permettant de noter é dans la plupart des cas où le catalan occidental prononce [ˈe], contre la notation è du système général, correspondant à la prononciation [ˈɛ] du catalan central (voir supra pour plus de détails dans les autres parlers).
Dans la pratique, cela correspond essentiellement aux cas des mots oxytons requérant un accent (notamment mots en -ès/-és ou -è/-é) ainsi que certaines formes verbales (infinitifs forts type conèixer/conéixer ou quelques flexions de l'imparfait type fèiem/féiem, première personne du pluriel de verbes non inchoatifs à voyelle thématique e).
Dans le cas de València, prononcé [vaˈlensia]/[baˈlensia] en valencien, on trouve, rarement, la graphie Valéncia, mais cette forme n'est pas retenue par l'AVL, qui privilégie la graphie générale pour ce toponyme emblématique du domaine catalanophone par souci de cohérence avec le reste du diasystème.

### Combinaisons
- bl post-tonique[réf. nécessaire] est prononcé [bbl] en dialectes oriental et nord-occidental (trait qui les rapproche de l’occitan languedocien) et [βl] en valencien (comme en castillan). Voir aussi la prononciation de gl.
- bs donne [ps] par assimilation.
- br est prononcé [βɾ] derrière voyelle.
- gu devant e et i note [g]/[ɣ], et [gw]/[ɣw] devant a.
- ch n'est plus utilisé en catalan moderne. En catalan médiéval, il peut noter [k] en finale, noté c dans la langue moderne (foch / foc) ; on retrouve cette graphie dans certains patronymes ayant maintenu la graphie archaïque : Domènech, March, Benlloch, etc.. Avant la normalisation (première moitié du XXe siècle), il a été utilisé pour marquer [t͡ʃ] ou [ʃ] (notés x, tx ou -ig en graphie moderne), comme on le retrouve dans certains patronymes (par exemple Sanchis et ses variantes).
- gl intervocalique est prononcé [ggl] en dialecte oriental et [ɣl] en valencien.
- gn peut donner différents résultats, selon les dialectes et les mots : [gn] (prononciation savante), [nn], [kn], [ɲn], voire [n] à l’initiale.
- dqu, que l'on trouve entre voyelles, est prononcé [tk] par assimilation.
- -ig final est prononcé [t͡ʃ] derrière voyelle (dans une partie du nord-occidental [j]) : puig > [ˈput͡ʃ]/[ˈpuj].
- Dans la séquence ea, le e non tonique est dissimilé et prononcé [e] en catalan oriental (et non [ə]) : reacció, balear, baleàric > [reəˈksjo], [bəleˈaɾ], [bəleˈaɾik].
- ix note [ʃ] ou [jʃ]. La seconde prononciation est caractéristique du valencien général et du catalan nord-occidental, la première prédomine dans le reste du domaine mais il existe néanmoins de nombreuses variations locales (on trouve par exemple la prononciation [ʃ] dans une partie du valencien méridional et en alicantin). L’articulation [ʃ] ou [jʃ] est également conditionnée par la position du groupe, finale ou non, dans certains parlers.
- ll (très fréquent, dans toutes les positions) est traditionnellement prononcé [ʎ] (comme en castillan). Dans une bonne partie du catalan central toutefois (zone nord-est du domaine) et en baléare, il est prononcé [j] lorsque le phone est issu de -lj- latin, ou bien de groupes cl et gl résultant d’une syncope de voyelle intérieure latine atone (on parle dans ce cas de ieïsme històric[12],[13]). Dans les parlers actuels, comme en castillan, l’opposition entre [ʎ] et [j] tend souvent à disparaître au profit de la seule articulation [j] (on parle alors de yodisation, iodització).
- l·l (l géminé) est un groupe savant ; il correspond à la prononciation traditionnelle [ll], qui est maintenue fermement en majorquin mais tend à être simplifiée en [l] dans la plupart des autres parlers (hors élocution savante).
- mm note [mm] en oriental standard, souvent réduit à [m].
- nn note [nn] en oriental standard, souvent réduit à [n].
- t des groupes finaux en -nt est généralement amuï en catalan central, nord-occidental et roussillonnais, mais est maintenu en valencien et en baléare.
- ny note [ɲ] (gn en français, ñ en castillan, nh en portugais et occitan). La combinaison finale -nys se traduit souvent par une palatalisation de s, qui donne [nt͡ʃ].
- qu est prononcé [k] devant e et i, et [kw] dans les autres cas.
- qü est prononcé [kw] : qüestionar > [kwəstjuˈna]/[kwestjoˈna]/[kwestjoˈnaɾ]
- rr, qu’on ne trouve qu’à l’intervocalique, est prononcé [r] (r roulé, comme r simple à l’initiale), comme en castillan et en languedocien standard : arri > [ˈari].
- ss, que l’on ne trouve qu’à l’intervocalique, est prononcé comme s dur.
- tll correspond généralement à [ʎʎ] en catalan central et en roussillonnais, et [ll] en valencien et en baléare (dans ces cas on trouve également la variante orthographique tl dans ces dialectes) : batl(l)e > ['baʎʎə] (central, roussillonnais)/['balle] (valencien)/['ballə] (baléare). Dans quelques cas, la prononciation [ʎʎ] (parfois simplifiée en [ʎ]) est néanmoins commune à tous les palers.
- tg (groupe intérieur que l’on ne trouve qu’entre voyelles) donne [d͡ʒ] (parfois noté [dʒ]) : jutge > [ˈʒud͡ʒə]/[ˈd͡ʒud͡ʒe][14].
- tz est prononcé [dz], sauf en valencien où il donne [z] : realitzar > [rəaliˈd͡za] (or.), [realiˈd͡za] (nord-occidental), [realiˈzaɾ] (valencien).
- ai, au, ei, eu, oi, ou et iu notent des diphtongues : peu, rei, taula, bou, relatiu > [pɛw], [rej], ['tawlə]/['tawla], [bɔw], [relaˈtiw]/[rələˈtiw].
- la diphtongue ui est généralement décroissante [uj], mais croissante [wi] en valencien méridional alicantin (ALDC, carte 1140).

## Par dialecte

### Le catalan oriental

#### Le catalan central
- En position prétonique notamment, tendance à  la sonorisation de [s] intervocalique : compassió > [kumpəziˈo]. Cette tendance est particulièrement marquée en dialecte central, y compris dans des contextes formels, et elle peut se retrouver, plus rarement, dans d'autres dialectes (y compris en valencien).

#### Le roussillonnais
- Absence d'opposition phonologique entre [o] et [ɔ] (o fermé et ouvert), et entre [e] et [ɛ] (e fermé et ouvert), remplacés par des voyelles d'apertures médianes. [o] fermé patrimonial a débouché sur [u] durant l'étape médiévale (comme en occitan) ; il ne s'est maintenu comme [o] (d'aperture médiane) que dans des emprunts récents (essentiellement aux autres dialectes catalans ou au français) :  -ador > [əˈðu] (contre [əˈðo] en catalan central et baléare, et [aˈðo]/[aˈðoɾ] en catalan occidental).
- Absence de proparoxytons, comme en occitan. Les proparoxytons du reste du domaine deviennent oxytons à la suite de processus divers (essentiellement déplacement de l'accent, chute de la post-tonique ou de la finale). Dans les termes suffixés en -ia atone (> [iə] en catalan central), qui sont proparoxytons selon les règles de syllabation traditionnelle, le -a chute (le suffixe est donc prononcé -i, comme dans la plus grande partie de l'occitan provençal)
- Le groupe -ix final (> [ʃ] en central et baléare, [jʃ] en occidental) est prononcé [j].
- [ɾ] final en catalan central (phone instable) est renforcé en [ɾt] dans de nombreux termes.
- Tendance à l'assimilation régressive dans les groupes savants ct, pt, gd, etc. > [tt], [tt], [dd]. Cette tendance se retrouve notamment en baléare et dans la plus grande partie du languedocien et du gascon (le groupe est simplifié en provençal notamment, et est maintenu en fuxéen [languedocien] et dans certains parlers gascons conservateurs).

### Le catalan occidental

#### Le valencien

##### Vocalisme
- [ɔ] et [ɛ] sont généralement plus ouverts que dans le reste du domaine.
- Lorsqu’il figure dans la syllabe initiale, e atone est fréquemment ouvert en [a] devant consonnes nasales et fricatives (ou plus généralement encore dans certains parlers valenciens) : enveja, espill, eixugar >[aɱˈvedʒa], [asˈpiʎ], [ajʃuˈɣaɾ][15].
- Il existe de nombreuses exceptions à l’articulation de o atone [o]. Ainsi il peut donner [u] (comme en catalan oriental) devant une bilabiale, devant une syllabe contenant i tonique, ou dans certains anthroponymes (l’articulation [o] reste toutefois possible) :  cobrir, conill, Joan/Joana, Josep > [kuˈβɾiɾ], [kuˈniʎ], [d͡ʒuˈan]/[d͡ʒuˈana], [d͡ʒuˈzɛp][15].
- Comme en castillan, g chute fréquemment dans la combinaison gua : aigua > [ˈajwa] (bien que l’on rencontre également [ˈajɣwa], comme dans le reste du domaine occidental).
- jo et ja donnent respectivement [jo] et [ja] (comme leurs correspondants en castillan).
- però donne [ˈpeɾo] (comme son équivalent en castillan).
- Dans les termes masculins en -ista, a final atone tendent à s’ouvrir jusqu’à [e] : terrorista : [teroˈɾiste] (ces termes ne sont donc plus épicènes). L'AVL a normalisé les variantes orthographiques en -iste dans ces cas.
- Devant palatale ou [s], [e] atone se ferme parfois en [i] : deixar > [diˈʃaɾ], menjar > [minˈdʒaɾ][16]. Ces formes sont déconseillées par l’AVL (mais les formes en -ix pour -eix sont néanmoins autorisées dans les formes verbales inchoatives).
- Dans de nombreux termes, [e] prétonique devient [i] : coneixement > [konejʃiˈment], creixement > [kɾejʃiˈment]. Ce trait est considéré par l'AVL comme « propre du valencien standard »[16].
- Dans certaines flexions verbales, [a] atone final devient [e] : parla > [ˈpaɾle], parlaria > [paɾlaˈɾie][16].
- Dans certains parlers[Lesquels ?], le groupe intérieur ou initial (-)eix- se prononce [iʃ] : eixe, deixar > [ˈiʃe], [diˈʃaɾ].

##### Consonantisme
Les traits les plus notables du consonantisme valencien sont les suivants :
- Excepté en valencien de transition (au nord de Castellón) le r final est prononcé [ɾ] dans tout le valencien (dans les infinitifs, il est néanmoins atténué en valencien méridional et tend à disparaître à l'extrême sud du domaine). Hors du domaine valencien, on ne retrouve ce trait qu'autour Aguaviva (à l'extrême sud-ouest du nord-occidental, dans la Frange d'Aragon). Ailleurs le r final est amuï (hormis dans quelques termes isolés, notamment monosyllabes)[17].
- t des groupes finaux -nt, -lt, rt (et d'autres combinaisons consonantiques) reste normalement audible, une caractéristique commune avec la plus grande partie partie des parlers baléares. Des exceptions se rencontrent dans la zone de Castellón, le Maestrat, la Costera, Vall d'Albaida, l'Alcoià et le Vinalopó.
- g devant  e et i et j dans toutes les positions (sauf en finale) tendent à adopter une prononciation affriquée [dʒ][18].
- À l’intervocalique, [ð] est très affaibli en valencien et chute fréquemment (comme en castillan méridional) : mocador > [mokaˈoɾ], cadira > [kaˈiɾa][19]. Ce trait est particulièrement accusé en valencien méridional et, surtout, alicantin (seul parler où il chute dans des mots comme comme didal[20]. Dans les terminaisons en -ada, la chute de d se traduit par une prolongation de a tonique : vesprada, agradar > [vesˈpɾaː], [aˈɣɾaːɾ]. Selon l’académie, la chute de d est considérée comme admissible en valencien formel dans les seuls cas des terminaisons en -ada et -ador.
- Dans le suffixe -itzar, dérivés et apparentés, tz se prononce [z] :  -itzar, -itzación, -itzable > [iˈzaɾ]/[izasiˈo]/[iˈzaβle].
- x est très souvent prononcé affriqué [t͡ʃ] à l'initiale ou derrière une consonne :  xiquet > [tʃiˈket], marxar > [maɾˈtʃaɾ]. Il existe cependant de nombreuses exceptions : Xàtiva > [ˈʃativa], xarxa ou xàrcia > [ˈʃaɾʃa]/[ˈʃaɾsia]. Le digraphe ix (prononcé [jʃ] derrière voyelle ou [iʃ] derrière consonne et [ʃ] en alicantin) maintient ainsi une prononciation fricative : calaix [kaˈlajʃ], guix [ˈgiʃ].
- Absence totale de redoublement de b et g dans les groupes intérieurs bl et gl respectivement : possible, segle > [poˈsiβle], ['seɣle] (contre [puˈsibblə], ['segglə] en central). Le redoublement se retrouve dans la plus grande partie du reste du domaine, mais il existe néanmoins de nombreuses variations locales.
- Maintien de l'articulation labiodenttale [v] de v, comme en baléare et en alguérois (et dans d'autres points épars du domaine catalan), et maintien de l'opposition phonologique /v/~/b/[21]. Ailleurs, comme en castillan et en languedocien, v est articulé comme b (bilabial : [b] ou [β] selon la position).
- Comme en baléare, le groupe -tll [ʎʎ] devient -tl [ll] dans la plupart des cas : ametla [aˈmella] (contre ametlla [əˈmɛʎʎə]), vetlar [velˈlaɾ] (contre vetllar [bəʎˈʎa]).

#### Le dialecte apitxat
L’apitxat ou valencien central est parlé autour de Valence. Il se caractérise par une importante simplification du système consonantique, le rapprochant de l’aragonais ou du castillan, avec lesquels il a maintenu d’importants contacts séculaires. Son vocalisme préserve néanmoins la richesse du valencien général. Ses principaux traits phonétiques sont : 
- Dévoisement de [z] en [s].
- Affrication de [ʃ] en [t͡ʃ] (plus ou moins systématique selon les locuteurs).
- Dévoisement de [d͡ʒ] en [t͡ʃ] et de [d͡z] en [t͡s].
- Bêtacisme (réalisation de /v/ comme /b/), comme en castillan et dans la plus grande partie du domaine catalan (hors valencien général et baléare).
- À Sueca, les a atones finaux sont souvent articulés [ɛ] (comme dans la partie centrale du catalan nord-occidental) : Sueca, porta : [suˈɛkɛ], [ˈpɔɾtɛ].

#### Le valencien méridional
Ce dialecte est parlé au sud de l’apitxat et au nord de l’alicantin. La plupart de ses traits caractéristiques peuvent être retrouvés de façon variable dans d’autres zones de parler valencien, voire dans d'autres zones du domaine linguistique catalan, et à l'inverse on ne les retrouve pas systématiquement dans toutes les localités. Les principaux sont :
- Différents phénomènes d’harmonisation vocalique (la voyelle finale atone s’harmonise avec la tonique). Par exemple : terra, porta, taronja > [ˈtɛrɛ], [ˈpɔɾtɔ], [taˈɾɔnd͡ʒɔ] voire [toˈɾɔnd͡ʒɔ] (contre  [ˈtɛra], [ˈpɔɾta], [taˈɾɔnd͡ʒa] en valencien général).
- Chute de d intervocalique très marquée.

#### Le valencien alicantin (ou méridional alicantin)
Le valencien alicantin ou méridional alicantin est l'ensemble des parlers valenciens de la province d'Alicante. Il présente une claire continuité avec le méridional, notamment la chute de d intervocalique, qui est plus marquée et devient presque systématique.
L'articulation de la diphtongue ui tend à être décroissante, mais des études récentes semblent révéler un trait en recul :, : cuina > [ˈkujna], buit > [ˈbujt] (mais hui > [wi]).
Certains parlers de la Marina présentent des traits orientaux localisés, dus à une vague d'émigrants majorquins ayant contribué au repeuplement de la zone après l'expulsion des morisques au XVIIe siècle. Les plus remarquables sont :
- chute de certains -r finaux (comme dans le catalan parlé hors du Pays valencien).
- à Altea, -a final est (légèrement) fermé en [ɐ].

### Le catalan nord-occidental
Ce dialecte est parlé en Andorre et dans la partie orientale de la Catalogne (province de Lérida et une partie de celle de Tarragone). Parmi ses caractéristiques on peut signaler :
- Dans un féminin, a atone final donne [ɛ] dans la partie centrale du dialecte (comarques de Fraga, Lérida, Almenar, Linyola, Cubells, Agramunt, Noguera, Isona et Peramola)[24] : terra, porta > [ˈtɛrɛ], [ˈpɔɾtɛ]